# Броссе, Пётр Фёдорович
 Пётр Фёдорович (Петр Готлиб) Броссе  (1793—1857) — врач-офтальмолог, профессор Московского университета.

## Биография
Из дворян. Поступил в Рижский лицей, где окончил полный курс (1810). Учился на медицинском факультете Дерптского университета (1810—1814). Во время Отечественной войны 1812 года, будучи ещё студентом, с октября 1812 по март 1813 года, исправлял должность ординатора в рижском военном госпитале. В августе 1813 года вернулся в университет и продолжил обучение. По окончании университета (1814) защитил диссертацию «De heamorrhagia pulmonum» и получил степень доктора медицины, после чего на свой счёт отправился в пятилетнее заграничное путешествие, во время которого посетил Германию, Францию, Швейцарию и Италию. Специализировался по офтальмологии в глазной клинике профессора Бера в Вене.
По возвращении в Россию в 1820 году Броссе занял место домашнего врача у графа С. П. Румянцева и князя П. А. Голицына, в семействе которого провел три с половиной года в Черниговской губернии, в слободе Топали. В 1823 году, вместе с семейством князя переехав в Москву, Броссе был избран членом Физико-медицинского общества и назначен ординатором Голицынской больницы, а при открытии Московской глазной больницы в 1826 году сделался её директором и главным врачом. До конца жизни он руководил этой больницей и провёл более 14 тысяч операций, в том числе более двух тысяч операций по удалению катаракты.
Кроме того, Броссе был глазным доктором при Екатерининском и Александровском институтах, в 1829—1833 годах — инспекторским помощником Голицынской больницы; в 1832—1850 годах (без жалованья) — глазным врачом в Александринском сиротском институте. С 7 марта 1837 года — статский советник.
В 1846 году Броссе был утверждён в звании экстраординарного профессора госпитальной глазной клиники при Московском университете; читал практическое учение о распознавании и лечении глазных болезней в глазной больнице.
В 1850 г., во время глазной болезни, появившейся между нижними чинами московского гарнизонного батальона, Броссе был председателем комитета для исследования глазной болезни.
Умер 11 (23) сентября 1857 года в Москве. Похоронен на Введенском кладбище (уч. 5).
Из ученых трудов Броссе многие были написаны на иностранных языках, преимущественно на немецком, и помещались в заграничных изданиях: «Dissertatio inauguralis de haemorrhagia pulmonum» (Дерпт, 1814); «Sur quelques effets du Magnetisme observes a Berlin» («Bibl. du Magnetisme animal», т. 5, 1818); «Heilung von Epilepsien» («Magazin fur Heikunde» Руста); «Anwendung der Moxa auch in innern Krankheiten» (там же); «Anwendung der Knopfnath bei der Operation der Hasenscharte» (там же) и пр. На русском языке: «Замечания о настоящем положении окулистики вообще и об успехах оной в России» (во «Врачебных Записках», изд. Маркусом , 1827); «О разных способах, употребительных в операции Entpopii et Trichiasios» (там же); «Об альбиносах, которые были наблюдаемы в московской глазной больнице» («Московский врачебный журнал», изд. Полуниным); «Волокнистая опухоль, развившаяся в клетчатке позади глазного яблока и выпятившая глаз наперед» (там же).

## Награды
- Орден Святого Владимира 4-й ст. (1826)
- Орден Святой Анны 2-й ст. (1831, 1841)
- Орден Святого Станислава 2-й ст. (1834)
- Орден Святого Владимира 3-й ст. (1844)